# بوبي وولف
بوبي وولف (بالإنجليزية: Bobby Wolff)‏ هو لاعب الجسر ‏ أمريكي، ولد في 14 أكتوبر 1932.